# Telecabina Bușteni-Babele

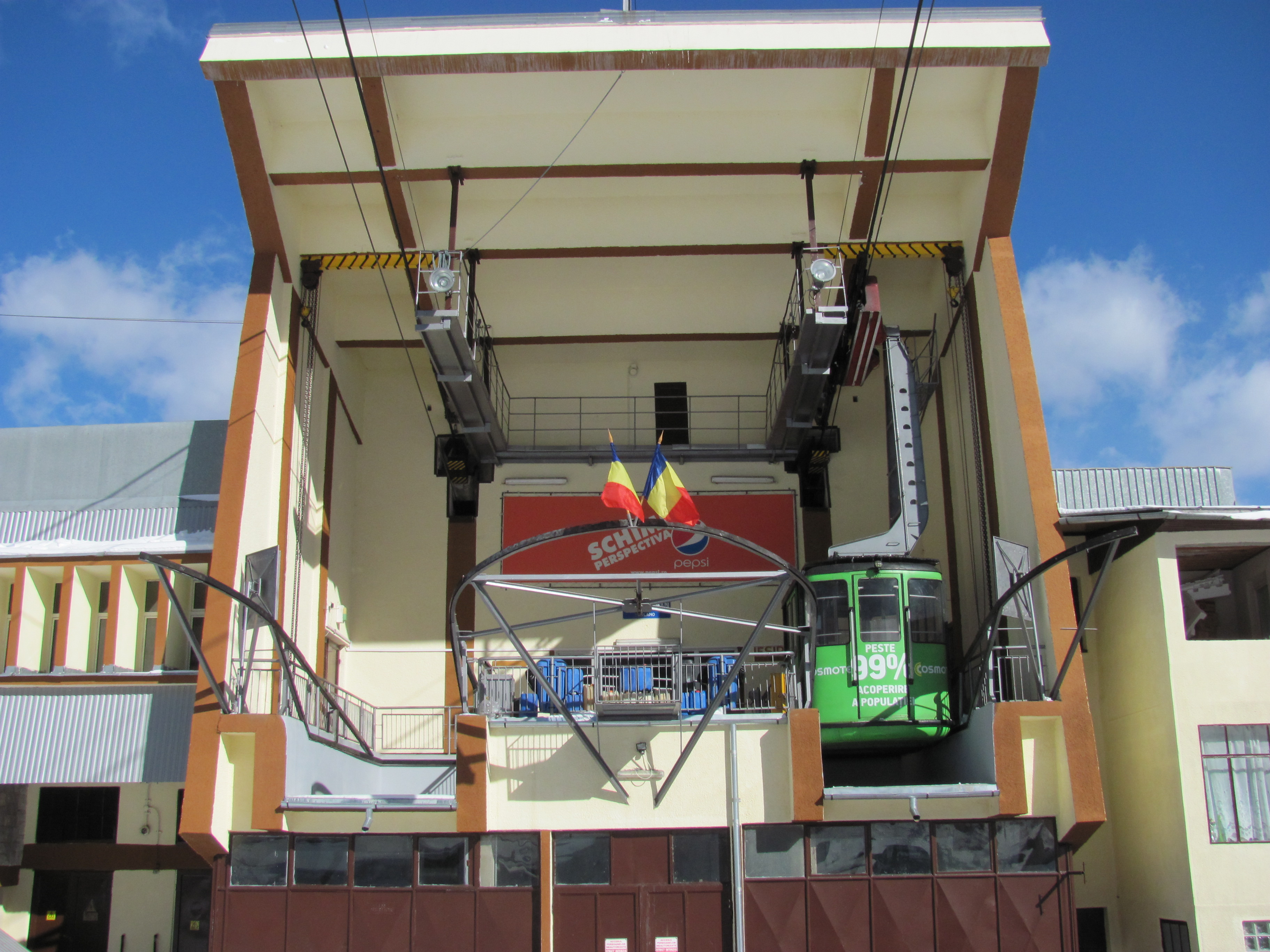
Stația de plecare a telecabinei Bușteni-Babele

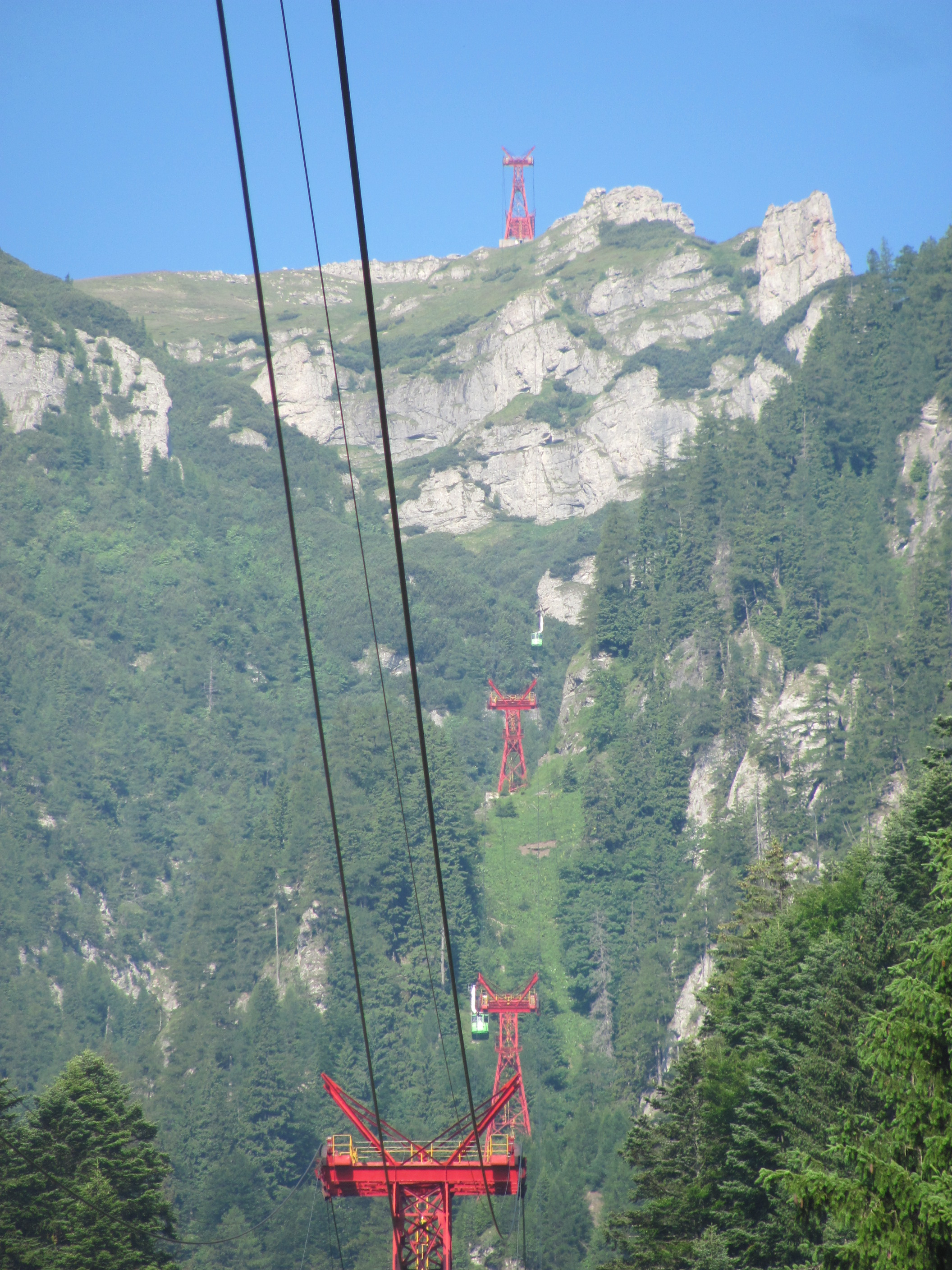
Busteni-Telecabinele pe traseu-iulie2011

Telecabina Bușteni-Babele este o telecabină din România care leagă orașul Bușteni de platoul Bucegilor, mai exact de cabana Babele. Este deosebit de utilă turiștilor care anual, în sezonul de vară, încearcă să ajungă cât mai devreme la Babele, la Crucea Eroilor Neamului (Crucea Caraiman) sau la Vârful Omu. Aceasta este cea mai lunga de felul ei din europa (telecabina pe 2 cabluri, pe un singur tronson continuu), cu tronsonul Busteni-Babele, 4350 m lungime.

### Informații practice

#### Date tehnice
- Proiectant: CERETTI & TANFANI Milano

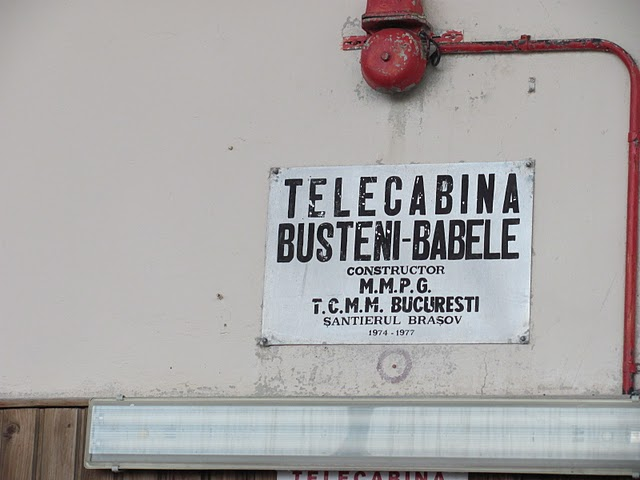
Telecabina -Busteni-Babele TCMM

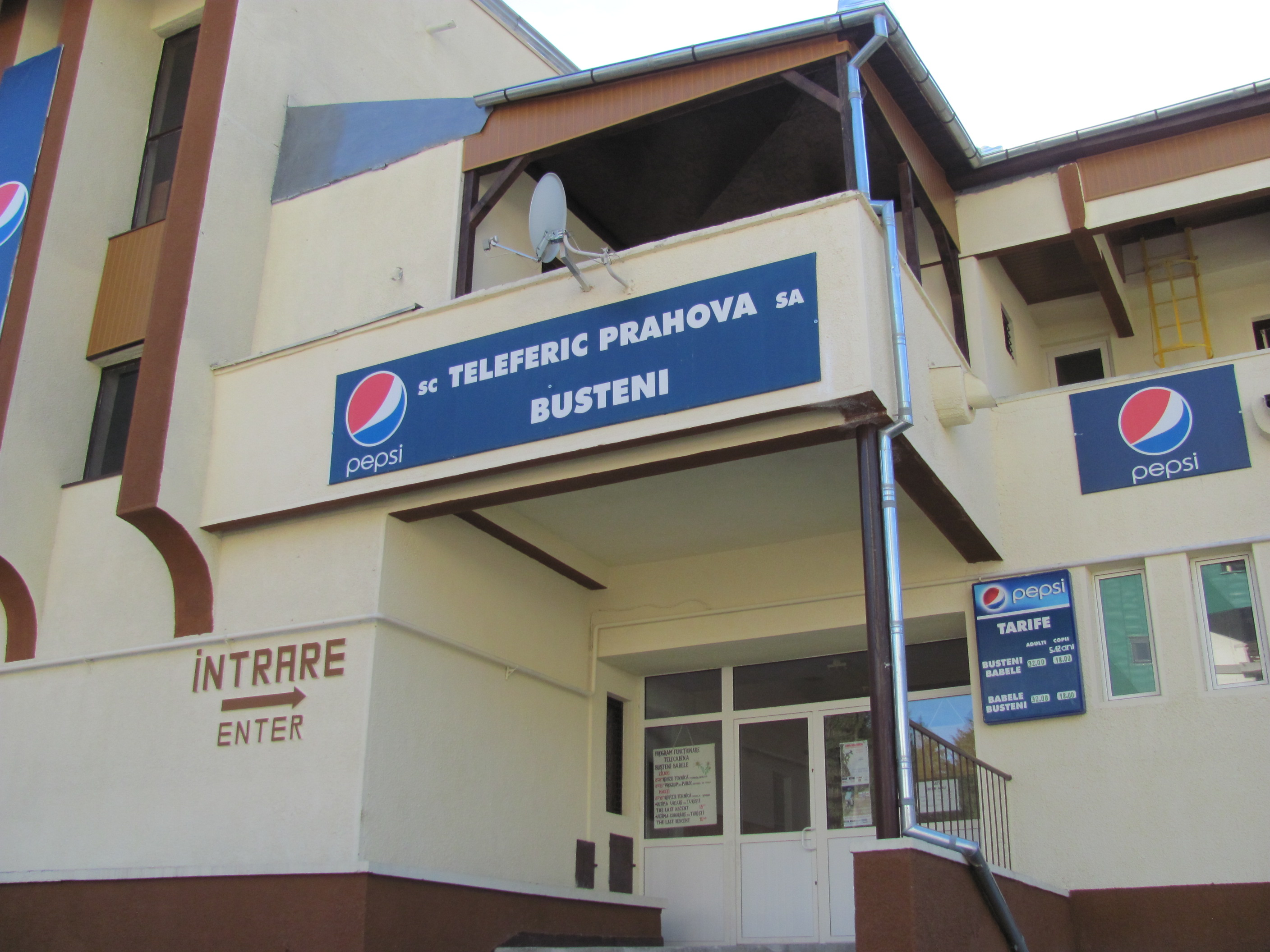
Intrare Telecabina Bușteni-Babele

- Executant: M.M.P.G. București (Ministerul Minelor, Petrolului și Geologiei) prin T.C.M.M (Trust de Constructii Montaje Miniere) Șantier Brașov.
- Lungime traseu: 4350 m
- Diferență de nivel: 1235 m
- Altitudine stație Bușteni: 880 m
- Altitudine stație Babele: 2290 m
- Număr cabine: 2
- Capacitate/cabină: 24+1 persoane (se acceptă maxim 26+1 dacă sunt copii până în 14 ani)
- Durată transport: 12 minute, 40 secunde
- Viteza maximă de deplasare: 10 m/s sau 10*3,6=36 km/h
- Viteza medie totală de deplasare: 5,73 m/s sau 5,73*3,6=20,7 km/h
- Viteza maximă a vântului pentru funcționarea instalației la limită: 16 m/s sau 16*3,6=57,6 km/h
- Diametrul cablului purtător: 40 mm
- Diametrul cablului tractor: 25 mm
- Distanța medie între pilonul 6 și 5 (la viteza de 10 m/s): 400 m
- Distanța medie între pilonul 5 și 4 (la viteza de 10 m/s): 1520 m
- Distanța medie între pilonul 4 și 3 (la viteza de 10 m/s): 530 m
- Distanța medie între pilonul 3 și 2 (la viteza de 10 m/s): 1540 m

### Demararea proiectului tehnic
România, aflându-se în stagiul de dezvoltare socio-multi-națională în vremea proaspătului președinte de atunci al României (Socialiste), Nicolae Ceaușescu, s-a dorit dezvoltarea laturii turismului. Cum în acea perioadă (anii '60 - '70) se dorea expansiunea și stabilirea unui turism național de anvergură, Ministrul Turismului din acea vreme, Ion Cozma, a inițiat o serie de proiecte care aveau ca rol revigorarea turismului național și aducerea lui la standardele celorlalte țări.
Astfel se face că în vara anului 1970 au avut loc diverse întâlniri între specialiștii români și guvernul italian, care, prin firma italiană CERETTI e TANFANI, cu renume în tehnologia construcțiilor pe cablu, oferea un pachet tehnic pentru dezvoltarea instalațiilor de cablu din stațiunile montane ale României. Fiind angajată să facă studiile de prefezabilitate și de fezabilitate ale zonei unde avea să fie amplasată telecabina Bușteni-Babele, această firmă definitivează toate planurile tehnice, detaliile de proiectare și proiectele conexe (instalațiile electrice și partea mecanică).

### Pregătirea șantierului

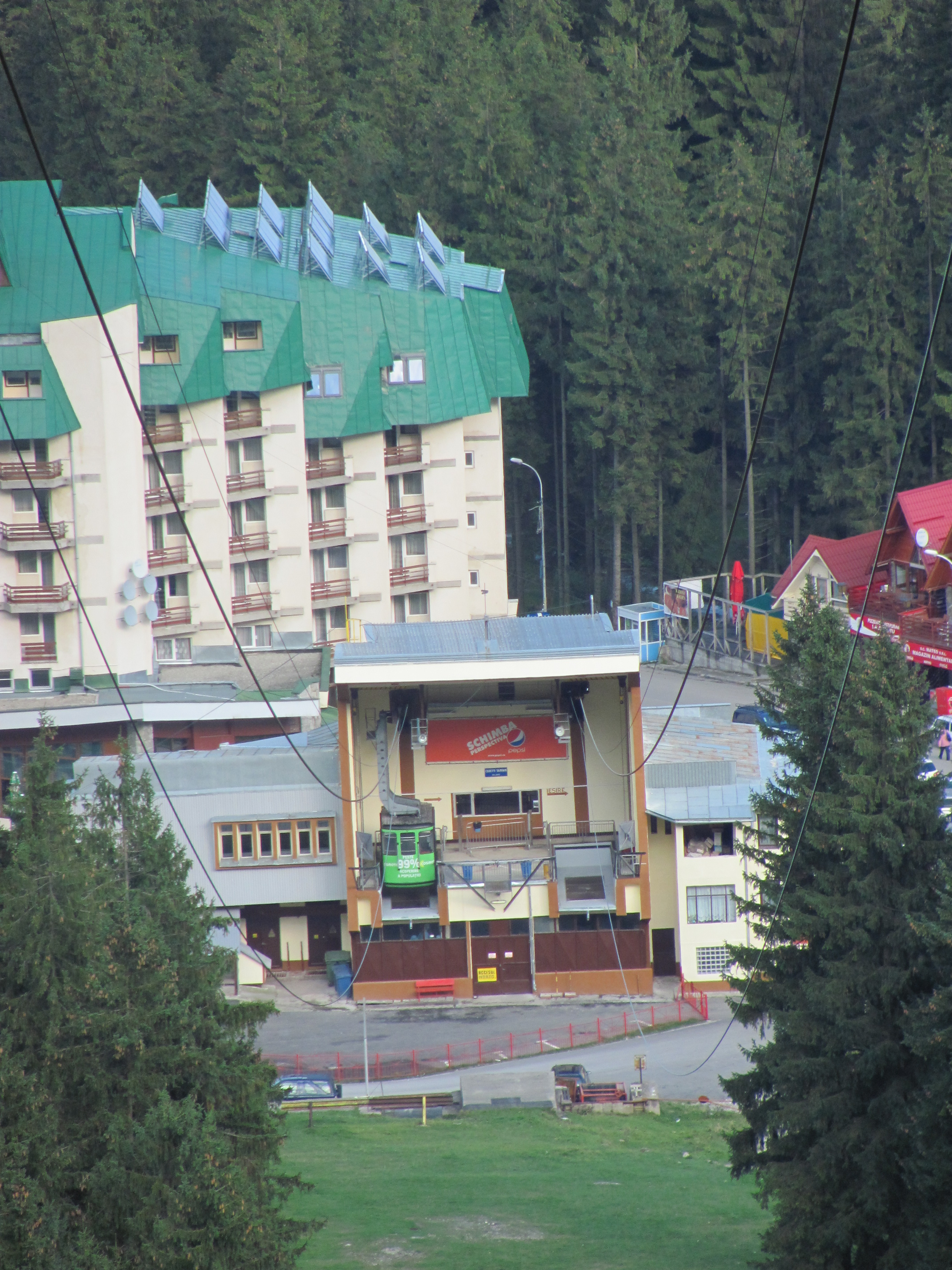
Vedere telecabina Bușteni-Babele de la primul stâlp

Ministrul Turismului din perioada 1965-1972 înființează în anul 1966, special în cadrul Facultății de Silvicultură Brașov Arhivat în 12 septembrie 2011, la Wayback Machine., catedra de Exploatări Forestiere în care se studia printre alte domenii: disciplina Funiculare Forestiere. Această disciplină avea rolul să pregătească specialiști care să lucreze ca ingineri constructori sau proiectanți pentru viitoarele instalații pe cablu care urmau să se construiască (telecabina Sinaia-Cota 1400; Cota 1400-Cota 2000; Telecabina Tâmpa Brașov; Telecabina Kanzel Poiana Brașov; telecabina Bâlea Cascadă-Bâlea-Lac; telecabina Babele-Peștera). Prin parteneriatul româno-italian, Ministerul Turismului al anilor 1965-1970 oferea facultății de Silvicultură Brașov, prin referenții specialiști, cursuri speciale de construcții metalice speciale în domeniul transportului pe cablu și astfel în anul 1968 absolvă câțiva studenți care mai târziu se vor implica ca specialiști la rândul lor în proiectarea sau executarea lucrărilor speciale.
Printre tinerii ingineri care au urmat această specializare se numără și dl. Ing. Mărgărit (actualmente pensionar, fost inginer-șef la S.C. Teleferic SA Prahova - telecabina Sinaia) care este numit inginer de șantier la noua construcție a telecabinei Bușteni-Babele care avea să înceapă în anul 1973.

### Începerea lucrărilor
Fiind o construcție de anvergură și de durată organizarea de șantier presupunea detașarea și conlucrarea a 3 echipe de muncitori. Prima echipă avea să lucreze la stația de la Babele, a doua echipă la structura metalică și partea de fundații ai stâlpilor și a treia echipă la stația de la bază.
Lucrările efective încep în primăvara anului 1973 unde sunt aduse uneltele specifice unor lucrări miniere: buldozere, excavatoare, autobasculante, forță de muncă (salvamontiști, echipe ale Direcției Silvice care să amenajeze traseul viitoarei telecabine), macarale, trolii manuale și electrice etc. Odată stabilite echipele de șantier se trece efectiv la partea de șantier. 

#### Primul pilon

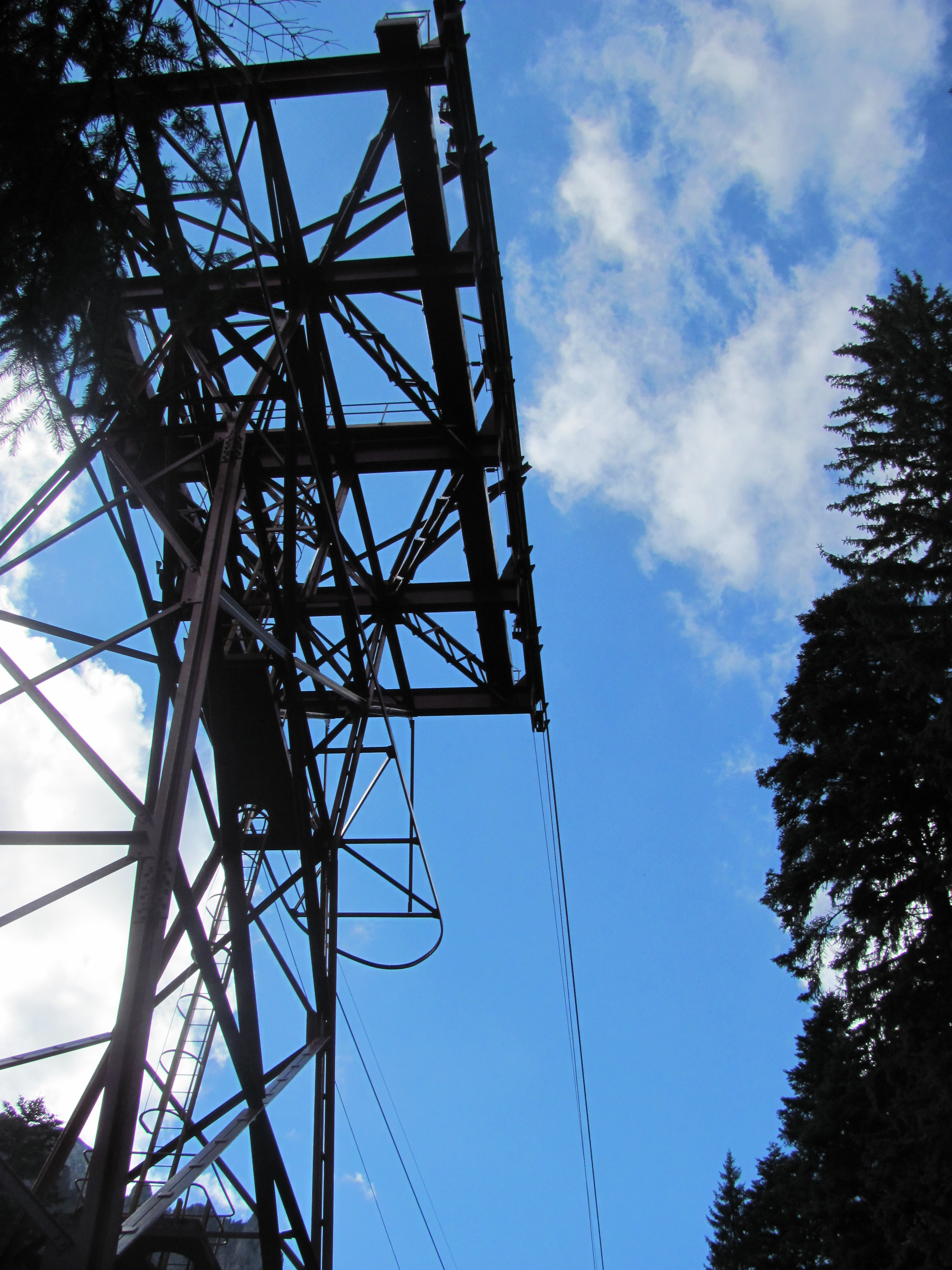
Primul stâlp al telecabinei Bușteni-Babele

Lucrările la primul pilon al telecabinei au început, așa cum este firesc la orice construcție, cu infrastructura, adică cu partea de fundații și tehnologia lucrărilor specifice fundațiilor. Conform indicațiilor tehnice din proiectul întocmit de firma italiană, dimensiunile fundațiilor trebuiau să asigure stabilitatea generală a structurii și toate forțele statice sau mobile să fie preluate de către fundație (care are dimensiunea de 3,00m x 2,50 m și adâncimea de încastrare de 2 m, fără partea vizibilă care iese din nivelul solului).
Tehnologia executării părții de infrasctructură merită puțin analizată. Exista un drum forestier care urca puțin mai sus de cabana care se vede sub linia de teleferic din Bușteni, și care, a fost utilizat de basculantele care veneau cu beton proaspăt. Normele tehnice ale calității betonului de fundare (beton marca B400 sau C25/30) presupuneau ca la turnare să se asigure continuitatea volumului de beton în fundație, în nici un caz nu se accepta turnarea în etape, de aceea trebuiau asigurate condițiile unei turnări continue. Pentru aceasta s-a organizat șantierul în așa fel încât tot timpul trebuia asigurat betonul pentru turnare. S-a instalat un mic funicular minier, asemănător cu cel pentru cărbuni de la baza acelui drum forestier care pe atunci era amenajat ca basculantele să vină și să toarne în cupa funicularului minier betonul proaspăt.

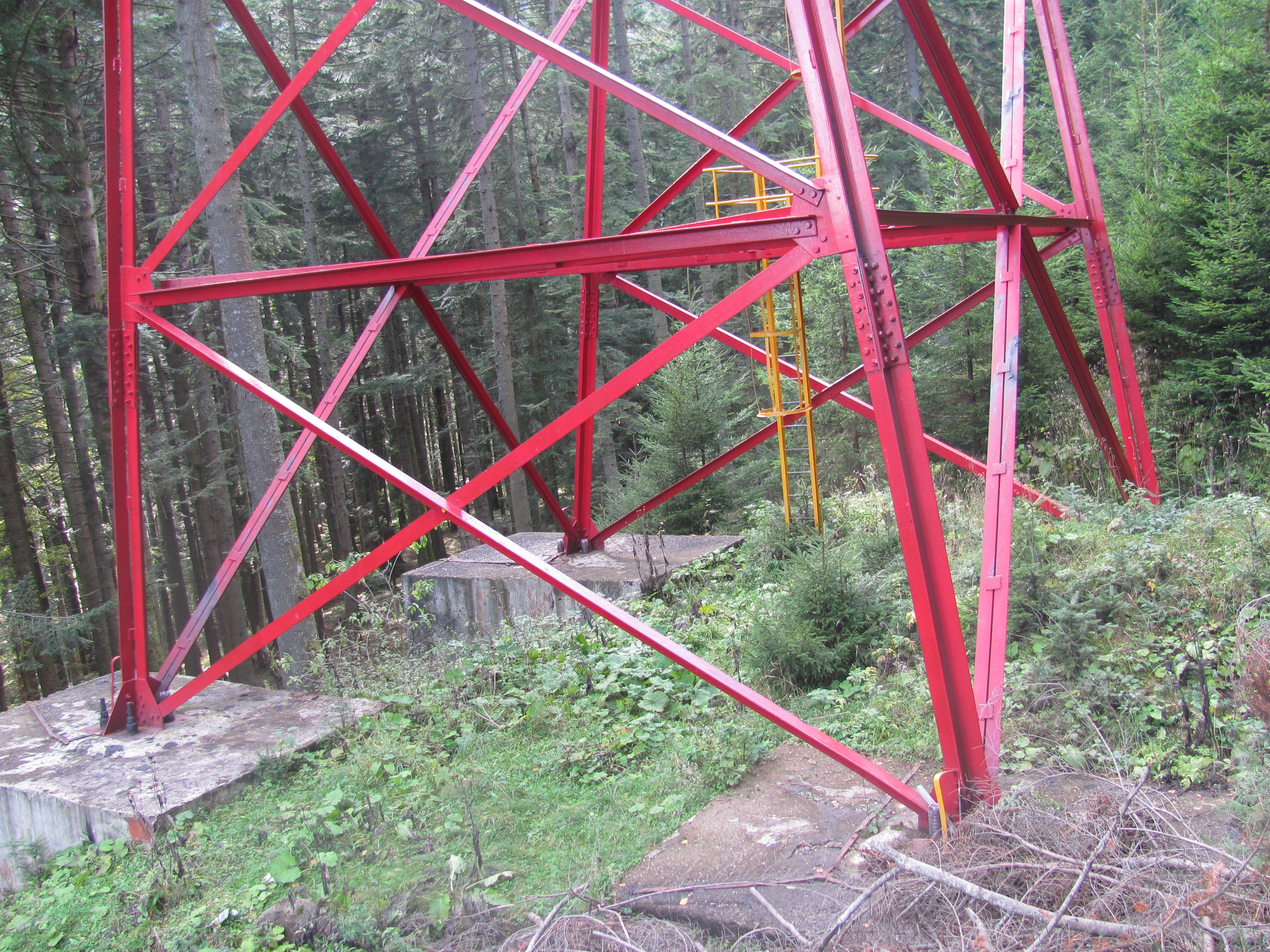
Fundația primului stâlp al telecabinei Bușteni-Babele

S-a asigurat un troliu manual cu care se trăgea acea cuvă plină cu beton, echipa avea oameni care lucrau zi și noapte în schimburi, iar iluminatul șantierului se făcea din Bușteni. Pentru asigurarea transportului cuvei s-a folosit un cablu cu grosimea de 12 mm, care era ancorat lângă șantierul de la baza stâlpului. Bineînțeles că fundațiile dreptunghiulare conțineau și armăturile indispensabile, longitudinale și transversale, practic ca o rețea de bare care conlucrau (diametre de PC52 ø12-14 mm). Pentru siguranță au fost în mijlocul fundațiilor amenajate niște beilagere (sisteme cu rulmenți care permiteau o toleranță de 20 cm, necesari pentru poziționarea exactă a plăcii de bază a fundației) prin care s-a culisat pentru aliniamentul perfect al plăcii de bază a fundațiilor. În construcțiile metalice toleranțele sunt de ordinul milimetrilor, deci nu se acceptă toleranțe mai mari de 5 mm! 
După turnarea betonului în fundații și axarea conform desenelor tehnice s-a trecut la fixarea plăcii de bază. Placa de bază a unei fundații metalice are rolul de a prelua și transmite forțele de apăsare care exercită asupra structurii, fundației (armăturilor inglobate și suruburilor de ancoraj). Lungimea minima a suruburilor de ancoraj prelungita în fundatie, dimensiunile si pozitia suruburilor de ancoraj se stabilesc în functie de momentul încovoietor capabil al stâlpului - conform STAS 10108/90.

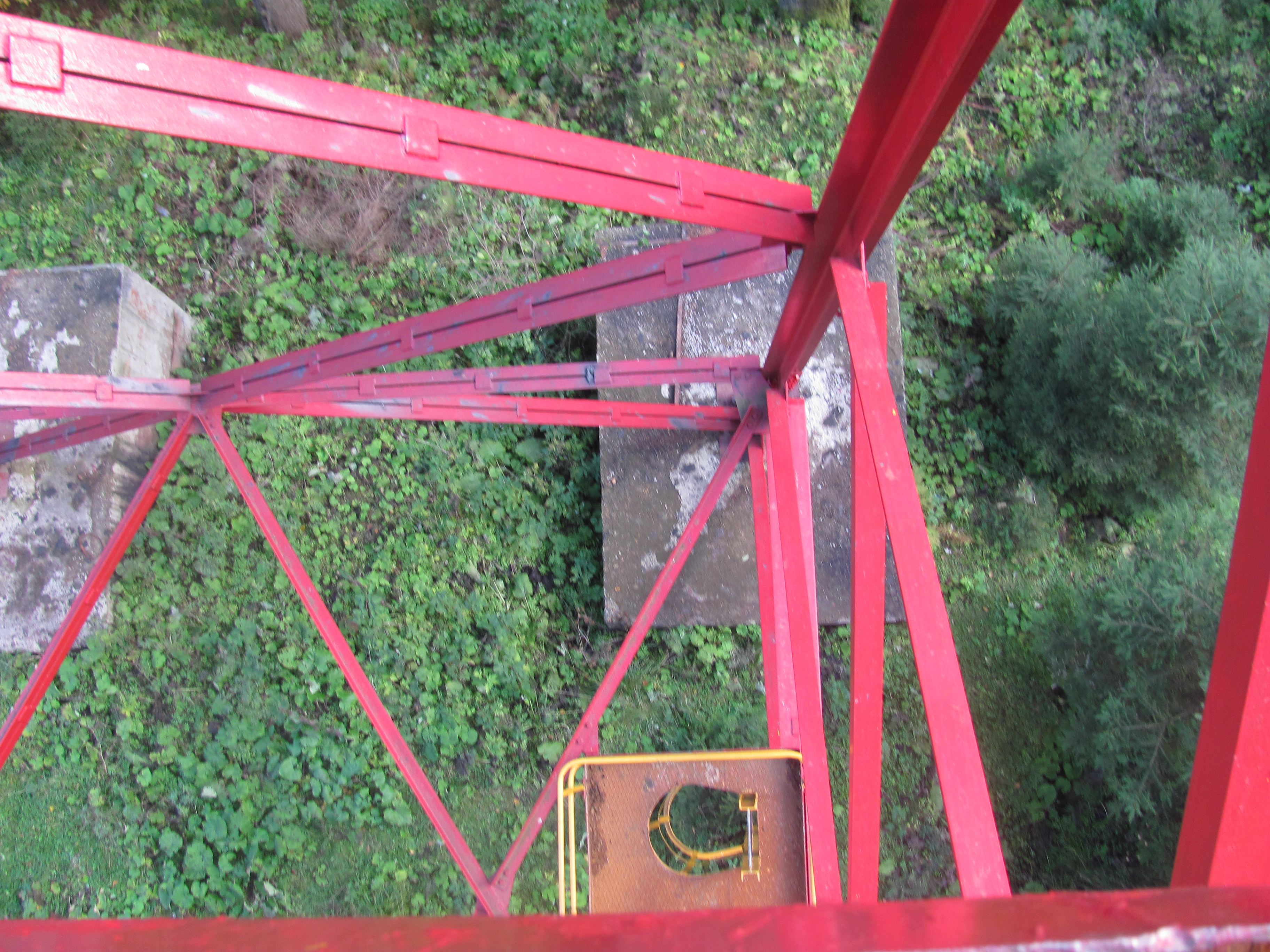
Vedere fundație stâlp și rigidizări

Buloanele de ancoraj sunt îndoite la capătul inferior care în acest caz, au fost fixate de acele beilagere din fundație. Din punct de vedere tehnic, fundațiile sunt fundații izolate turnate monolit. După fixarea placilor de bază și încastrarea acestora prin buloanele de ancoraj în fundație, a urmat partea executării suprastructurii, a structurii metalice. Structura metalică a fost confecționată în halele uzinei Combinatului Siderurgic Reșița. După ce toate componentele au fost verificate conform proiectului, acestea au fost vopsite, tratate special și pentru testarea îmbinărilor acestora, fațadele laterale ale structurii metalice au fost asamblate acolo, în halele uzinei metalurgice, iar apoi, dezasamblate și trimise pe șantierul de la Bușteni.

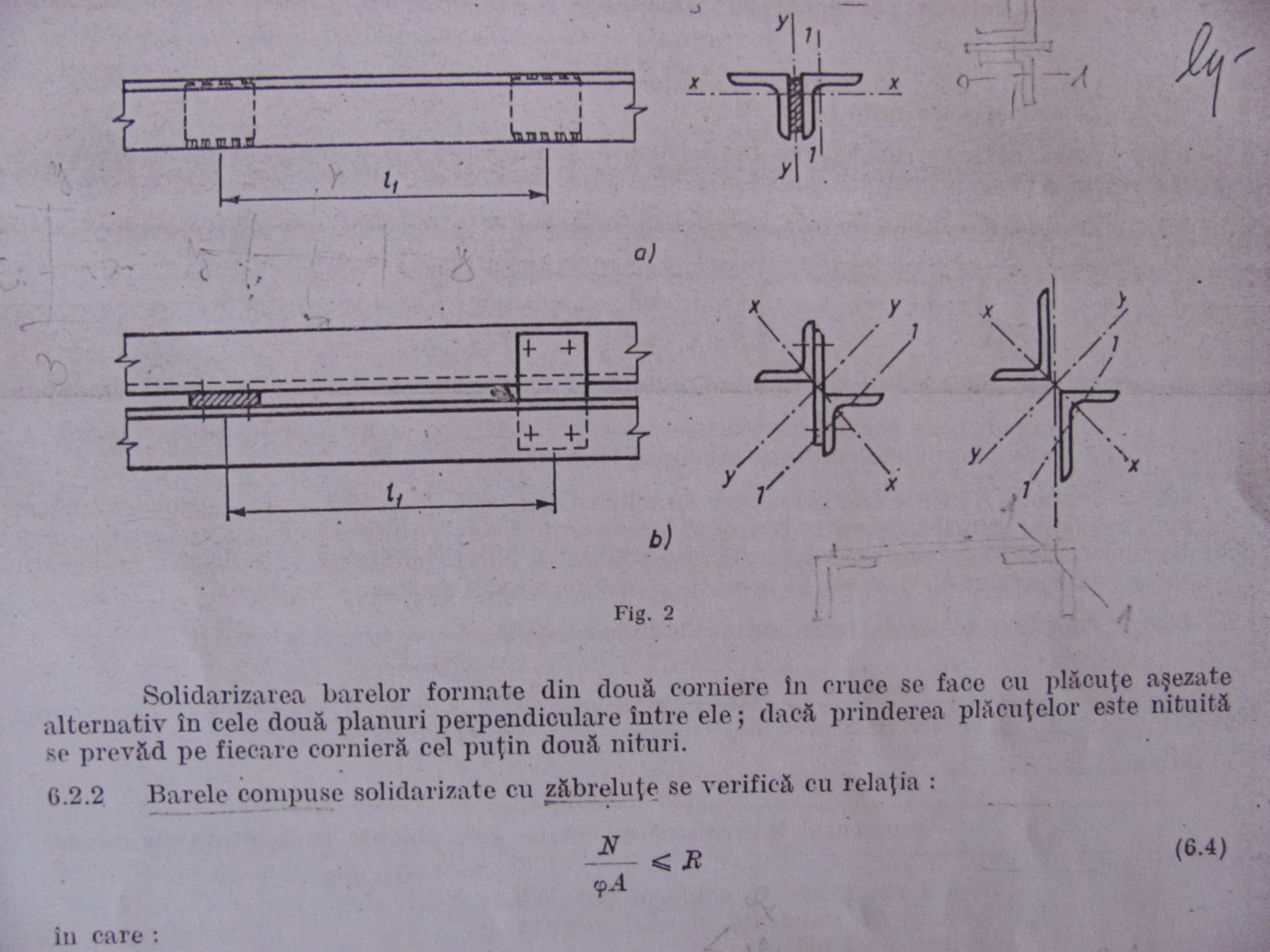
Norme de amplasare a plăcuțelor de rigidizare conform STAS 10108/0-78

Din punct de vedere static structura metalică este o structură spațială din grinzi cu zăbrele. Ca orice structură metalică spațială trebuie asigurată stabilitatea generală prin contravântuirile orizontale și verticale și rigidizările de rigoare. Tronsoanele de rezistență (picioarele stâlpului) sunt formate din bare compuse din profile oțel-cornier cu aripi egale L 100x100x8, dispuse simetric după axa de inerție y-y (vezi imaginea). Pentru a înțelege puțin acest sistem compus de bare, trebuie să intrăm puțin în teoria Rezistenței Materialelor. La orice material apar eforturi longitudinale (numite eforturi SIGMA) și eforturi tangențiale (numite eforturi TAU). Aceste bare se verifică la forțele de întindere ({\displaystyle {\frac {N}{\varphi A}}\leq R}) și la forțele de încovoiere sau torsiune sau ambele ({\displaystyle \sigma ={\frac {M}{W}}\leq R}). Logica pentru care s-au ales profile din otel cornier cu aripi egale, se află într-o altă caracteristică geometrică a secțiunilor și anume Momentul de Inerție, notat cu I mare. Se putea alege și alte tipuri de profile pentru stâlpii metalici, de ex. profile U sau UPN, UPC, Z etc., însă la acea vreme s-a considerat că profilele compuse L au raportul moment de inerție-consum material (arie efectivă) optim. 
Pentru ca efortul de întindere să fie optimal, trebuie ca Wx sau Wy (modulul de rezistență al structurii compuse) să fie ales astfel încât M/W să fie mai mic decât tensiunea admisibilă R. Plăcuțele de solidarizare se dispun la 40*i, unde i este raza de girație (raza de inerție), cu formula {\displaystyle i={\sqrt {\frac {I}{A}}}} (cm).

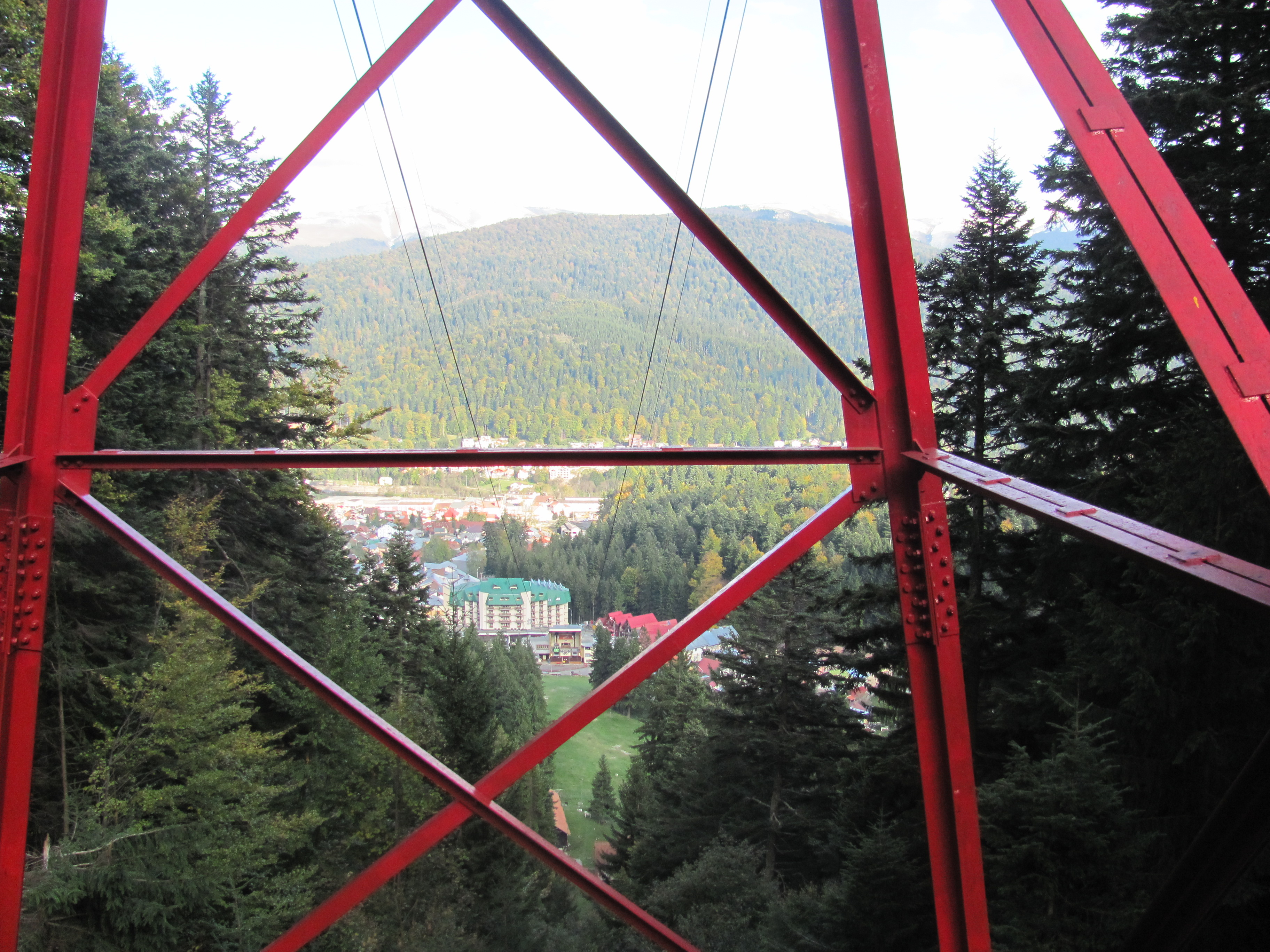
Vedere Busteni stalp

După fixarea plăcuțelor fundațiilor și întărirea betonului în fundație s-a trecut la montarea grinzilor metalice tronsonate, ridicate cu o macara înaltă de 8 m, fiecare tronson a fost montat și fixat prin șuruburi de înaltă rezistentă (SIR). Grinzile de sus transversale cântăresc peste o tonă și au fost dificil de montat dar până la urmă primul stâlp a fost terminat și s-a trecut la ceilalți piloni.
Condițiile de lucru nu au fost deloc ușoare întrucât s-a lucrat și la peste 10 m înălțime fată de nivelul solului, iar condițiile meteorologice specifice zonei Bușteni îngreunând de multe ori aceste lucrări. Lucrările la infrastructură s-au efectuat în perioada iunie-octombrie iar cele la montarea grinzilor în perioada rece.
Dacă primul pilon a fost mai ușor de executat, nu asa au stat lucrurile la următorii piloni, cauzele fiind terenul foarte accidentat și greutatea amplasării șantierului în acea zonă.

#### Pilonul 2

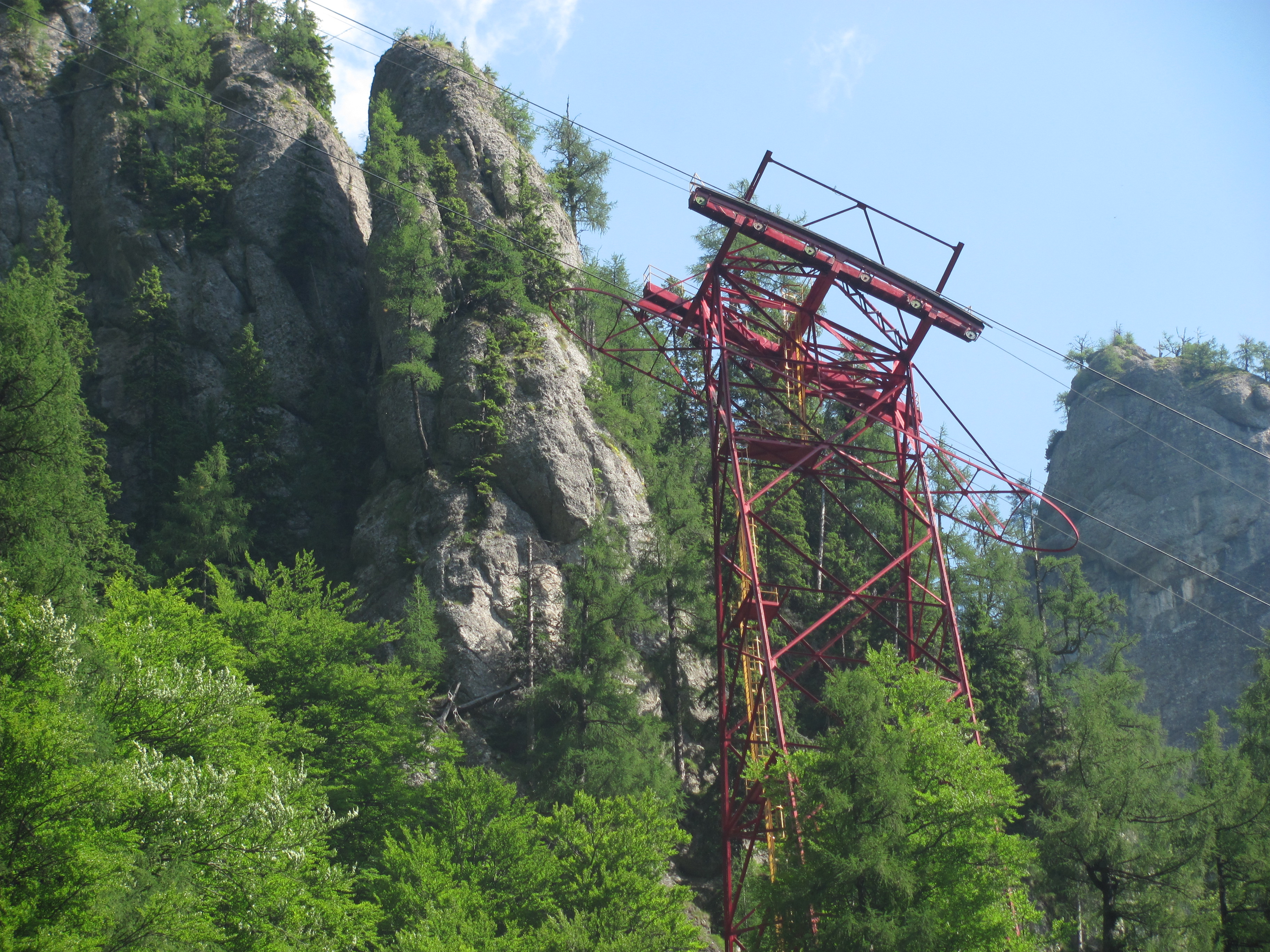
Telecabina Busteni-Babele-Stâlpul 2

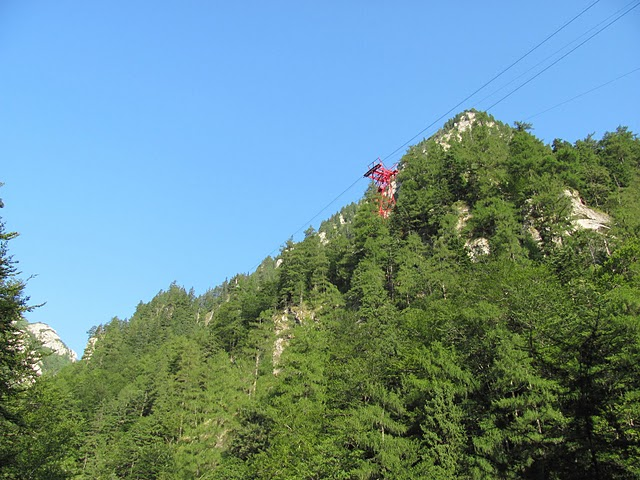
Jepii Mici-Stalpul 2 al telecabinei Busteni-Babele

Întrucât terenul este foarte accidentat în zona pilonului 2 (așa cum se poate vedea din poză) accesul în acel loc a fost dificil pentru accesul direct cu materialele necesare. Drumul forestier care merge până la Refugiul Salvamont Bușteni este accesibil până într-o zonă cu luminiș de unde se vede telecabina în proporție de 80% și a fost folosit pentru autobasculantele și alte utilaje care au adus necesarul de materiale (beton, grinzi, materiale conexe) pentru amplasarea și fixarea stâlpilor 2 și 3.
S-au stabilit 2 trasee intermediare pentru funicularul care transporta cuva în care se turna betonul adus cu autospecialele, și anume primul traseu care pleca din acea zonă (luminiș) de pe traseul Jepii Mici până într-un loc mai sus amplasat și al doilea tronson, din acel loc până la zona celui de-al doilea stâlp. Două trolii electrice au actionat acele cuve miniere în care s-a pus non stop betonul proaspăt adus cu basculantele, care avea să fie turnat în fundațiile celui de-al doilea pilon.
Cum condițiile tehnice impuneau ca turnarea betonului în fundații să fie continuu (și anume fără întreruperi) s-au folosit 3 schimburi care lucrau câte 8 ore zi și noapte. Stabilirea acestor două tronsoane intermediare s-a făcut cu ajutorul salvamontiștilor din Bușteni care mai întâi au stabilit cele 2 puncte temporare ale șantierului și care apoi au ajutat la montarea cablurilor troliilor pe aceste 2 segmente. În paralel se construia și stâlpul 3 care a fost cel mai dificil de ridicat.

#### Pilonul 3
Fiind o zonă îngustă pentru traseul telecabinei, a fost nevoie de ajutorul salvamontiștilor și a echipelor pirotehnice montane speciale pentru a disloca o parte din stânca versantului muntos. Cu toate acestea la studiul geotehnic s-a constat că acea mică vale dintre al 2-lea și al 3-lea stâlp este plină de sedimente nepotrivite pentru a executa o fundație metalică. 

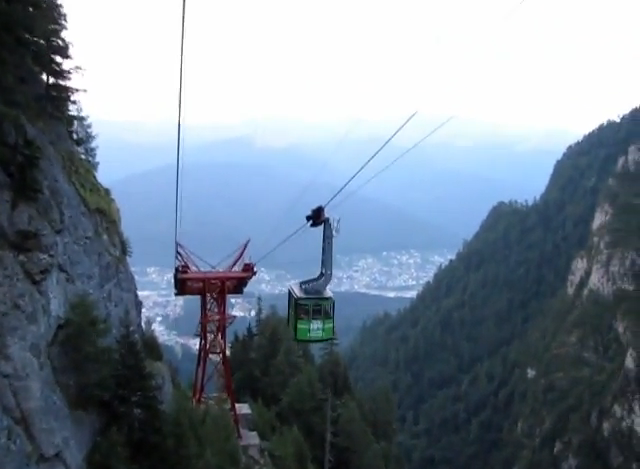
Stalpul 3 al telecabinei Busteni-Babele

Acele sedimente aduse de-a lungul timpului de ploi și resturi bionaturale s-au depus într-un strat care aparține categoriilor "pământurilor afânate", in termenul de specialitate, adică un teren nepropice pentru fundare. Locul
cel mai potrivit a fost ales chiar la marginea peretelui de stâncă (așa cum se vede din imagine) dar au fost necesare lucrări conexe de întărire a solului și anume: în anrocament s-au forat găuri lungi de 10 metri în care s-au montat grinzi cilindrice pentru a întări acea parte a solului iar peste ele a fost săpată fundația și montate armăturile necesare acesteia. Lucrarea a fost extrem de dificilă, însăși acțiunea de a găuri stânca a necesitat săptămâni bune, alături de condițiile meteorologice care nu întotdeauna au fost prielnice.
S-a constatat totuși că distanța dintre telecabină și peretele de stâncă era insuficient in cazul unui balans iar soluția de moment a fost ca o parte din stâncă să fie "tăiată" mai mult pentru a permite telecabinei să poată balansa (la 12 grade față de axa verticală).

#### Pilonii 4, 5 și 6

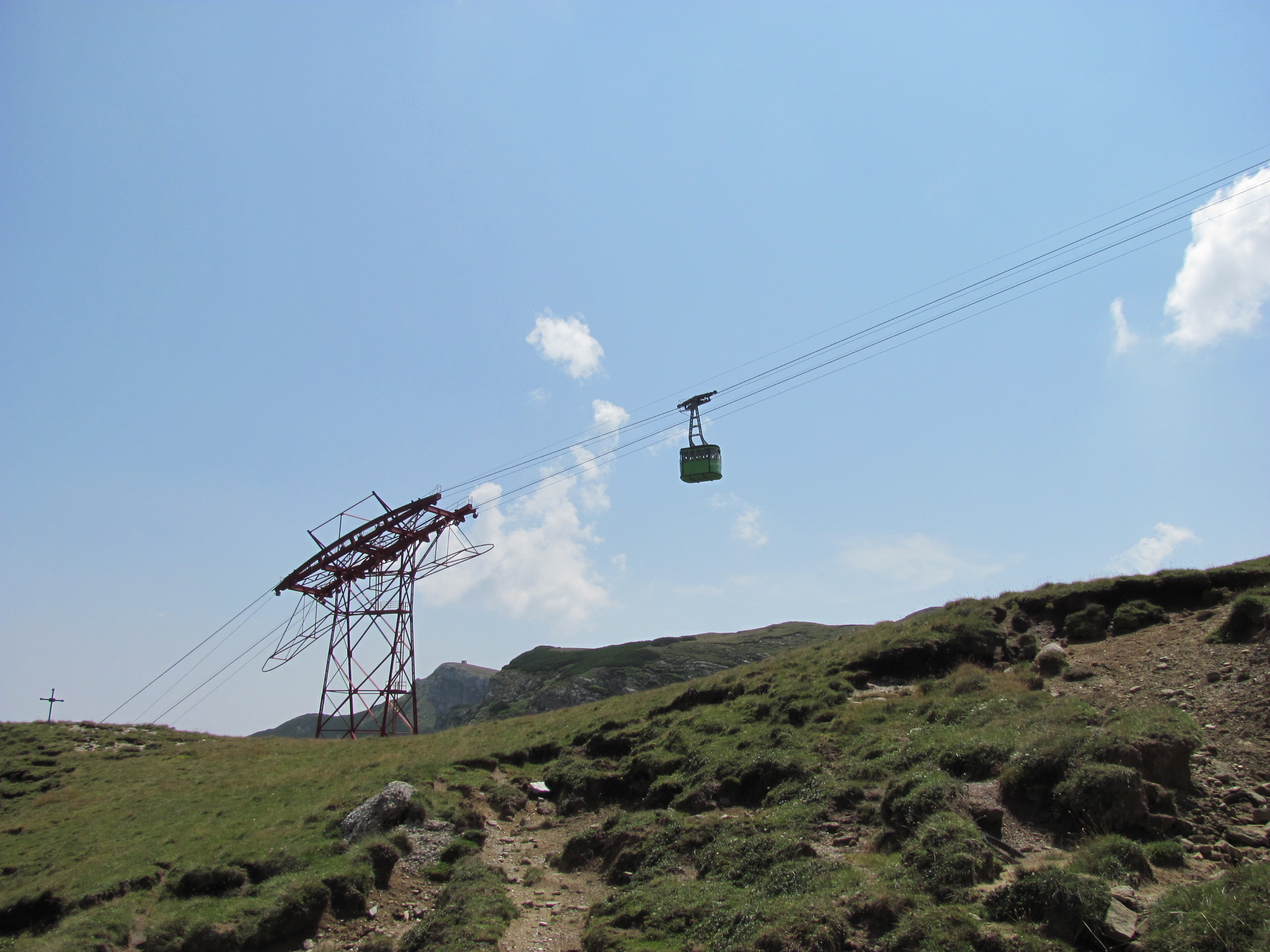
Telecabina la stalpul periculos (pilonul 4)

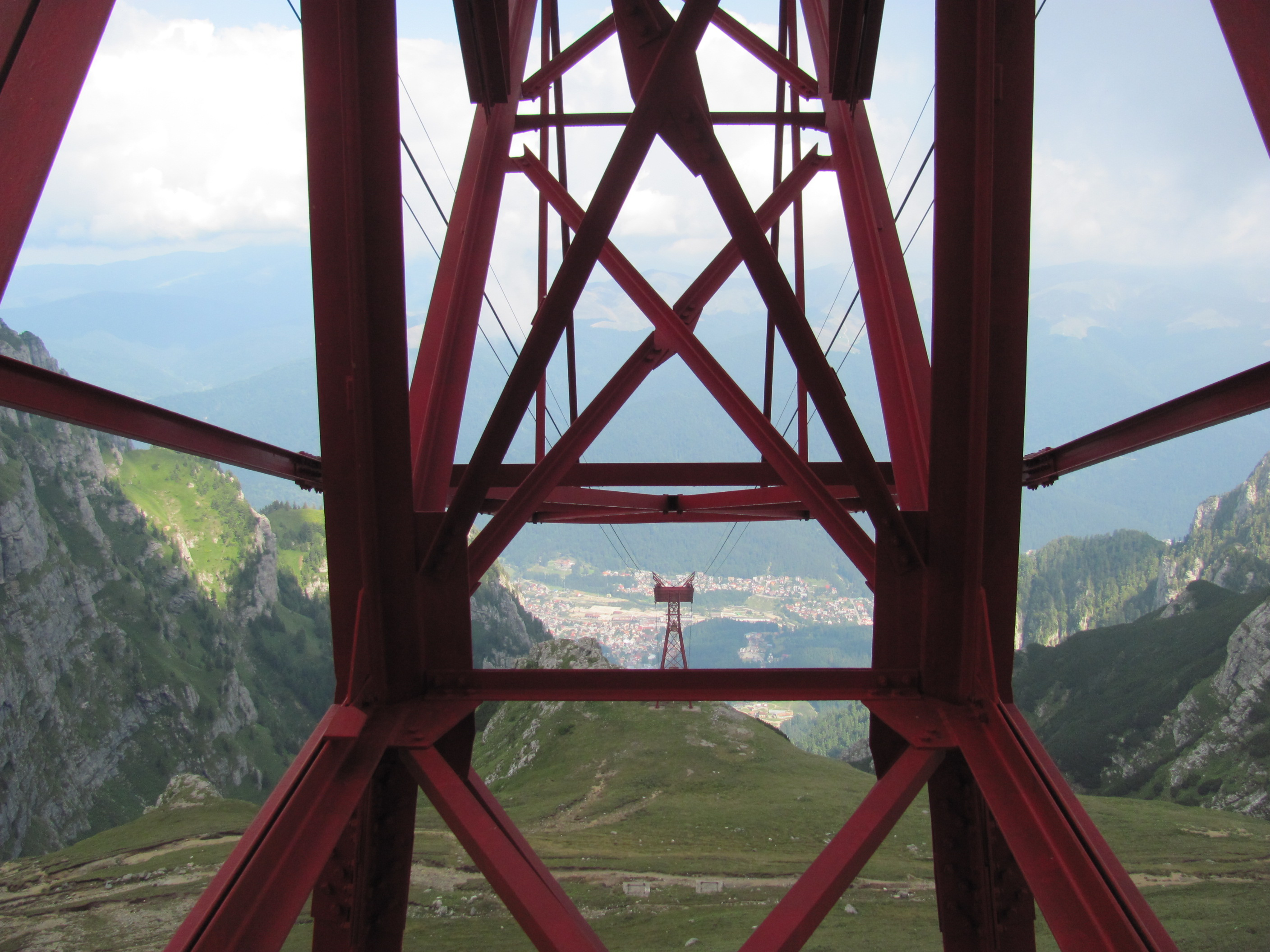
Stâlpul 5-Telecabina Bușteni-Babele-Vedere spre Stâlpul Periculos și Bușteni

Ceilalți piloni de pe platou au fost executați mult mai ușor față de cei anteriori în principal existând acces direct către zona șantierului. de ex. stâlpul 4 care este amplasat în vecinătatea drumului care duce spre cabana Caraiman. Fundația acestui stâlp este, spre latura prăpastiei Jepilor-vedere spre Bușteni, continuă, în sensul că înglobează 2 grinzi de susținere ale stâlpului.
Fundația stâlpului 5 pe partea cu vederea spre Caraiman este de asemenea continuă, ambele picioare ale stâlpului metalic, fiind înglobate în betonul fundației, continuu pe acea latură. Pentru a proteja buloanele de ancoraj ale fundației stâlpului și pentru a preveni eventualele coroziuni sau stricăciuni cauzate de temperaturile extreme de pe platou, în jurul buloanelor de ancoraj nivelul betonului fundației este ridicat cu aprox. 25-30 de cm.
Înălțimea lui este de aprox. 11 m, fiind cel mai scund stâlp dintre cei 6. Buloanele din fundație sunt protejate cu capace metalice speciale care vin peste suruburile din jurul plăcuței fundației. Stâlpul 5 este cel mai lung stâlp care are montanții de susținere orizontali (acele grinzi groase, traversele care sunt transversale față pe lungimea axei stâlpului), nu mai puțin de 7 grinzi transversale. 
De asemenea pe fiecare latura laterală stâlpul 5 are în componență 10 rotițe (adică în total 20) care susțin cablul tractor, fiind stâlpul cu cele mai multe rotițe. Linia telefericului pe platou merge de la aproape drept (unghi de 1-2 grade) până la stâlpul 5 unde se modifică la 35-40 de grade. 
De la acest stâlp se poate admira Crucea Eroilor Neamului, Brâna Caraimanului, Valea Jepilor cât și în depărtare Munții Baiului cu plaiurile înzăpezite chiar și până în luna mai. Clima la această altitudine (depășind 2000 m) este rece, predominând vânturile montane care uneori pot lua aspect temporar de vijelie.
Flora în această zonă este preponderent alpină, întâlnindu-se frecvent jnepeni. Deoarece vânturile sunt frecvente și pot atinge la buza prăpastiei viteze chiar și de peste 100 km/h, de multe ori telecabina Bușteni-Babele este închisă chiar dacă în stațiunea Bușteni este vreme frumoasă și lumea se relaxează la iarbă verde.

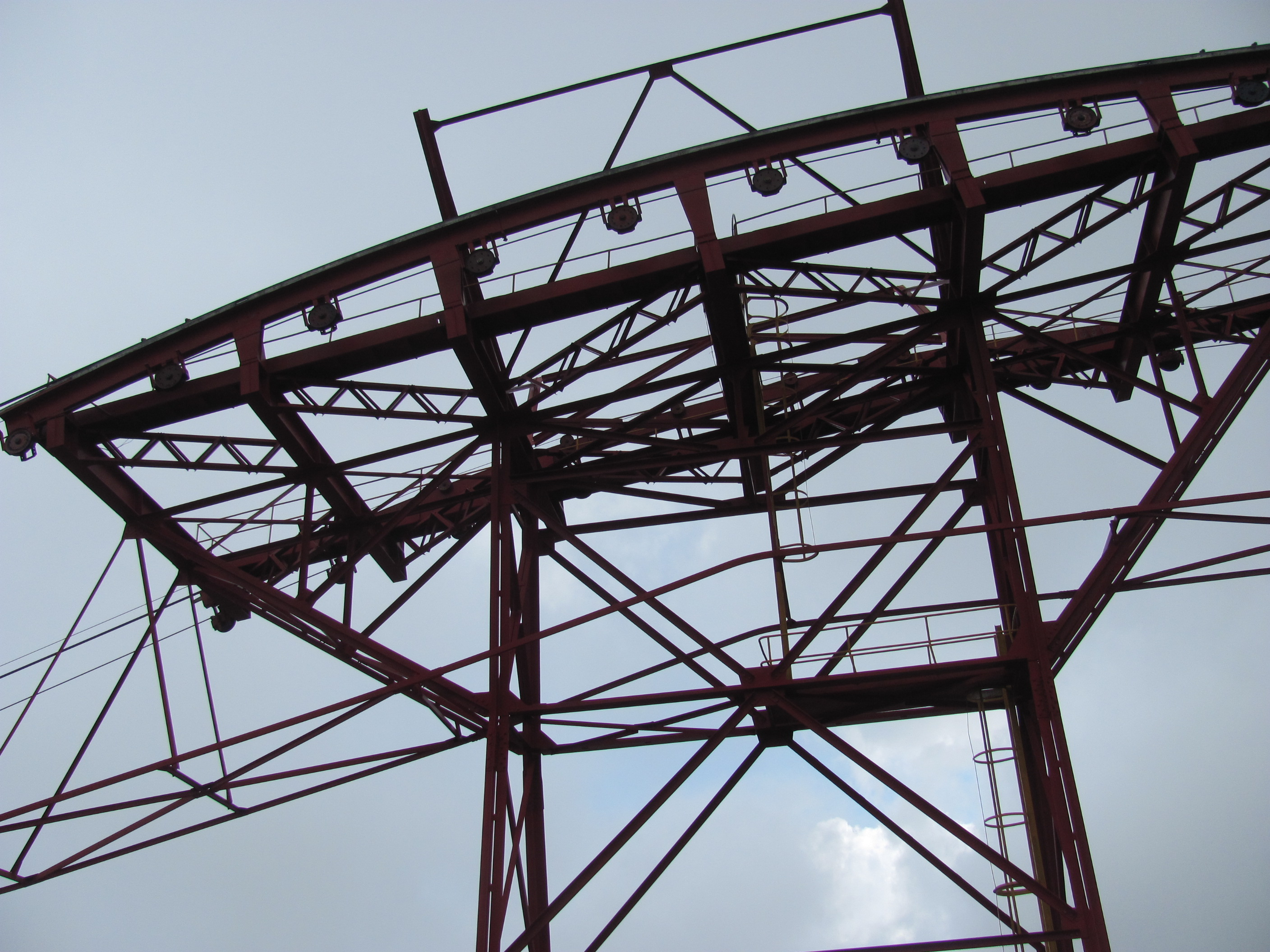
Stâlpul 5-Vedere laterală

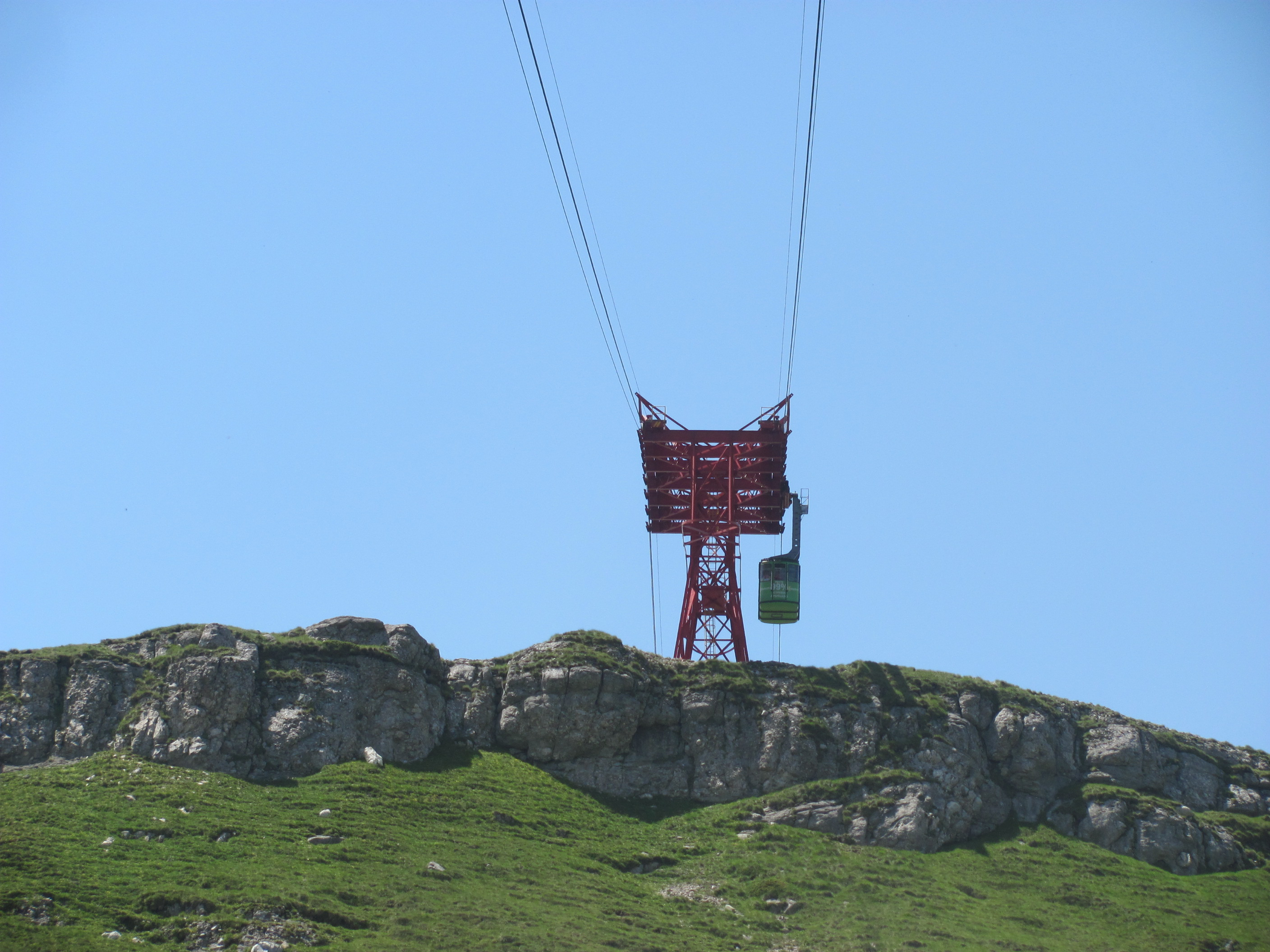
Telecabina la Stalpul 5

Totuși, față de pilonul 4, pilonul 5 care de asemenea este amplasat la marginea platoului, este supus direct forței dezlănțuite a naturii (ploaie, vânt, ninsoare, chiciură) în acest fel fiind imposibilă circulația telecabinei în condițiile meteorologice cu fenomene periculoase. Fundația stâlpului 5 este de asemenea continuă pe partea spre marginea platoului iar în anii după terminarea lucrărilor, au fost suprabetonate fundațiile pentru o mai sigură rigiditate și stabilitate.
Stâlpul 6 al telecabinei Bușteni Babele nu a prezentat nici o dificultate în construcție fiind aproape de cabana Babele și de stația de sosire a telecabinei, accesul fiind facilitat de drumul care leagă Cabana Babele de cabana Piatra Arsă și de hotelul Peștera.

### Finalizarea lucrărilor

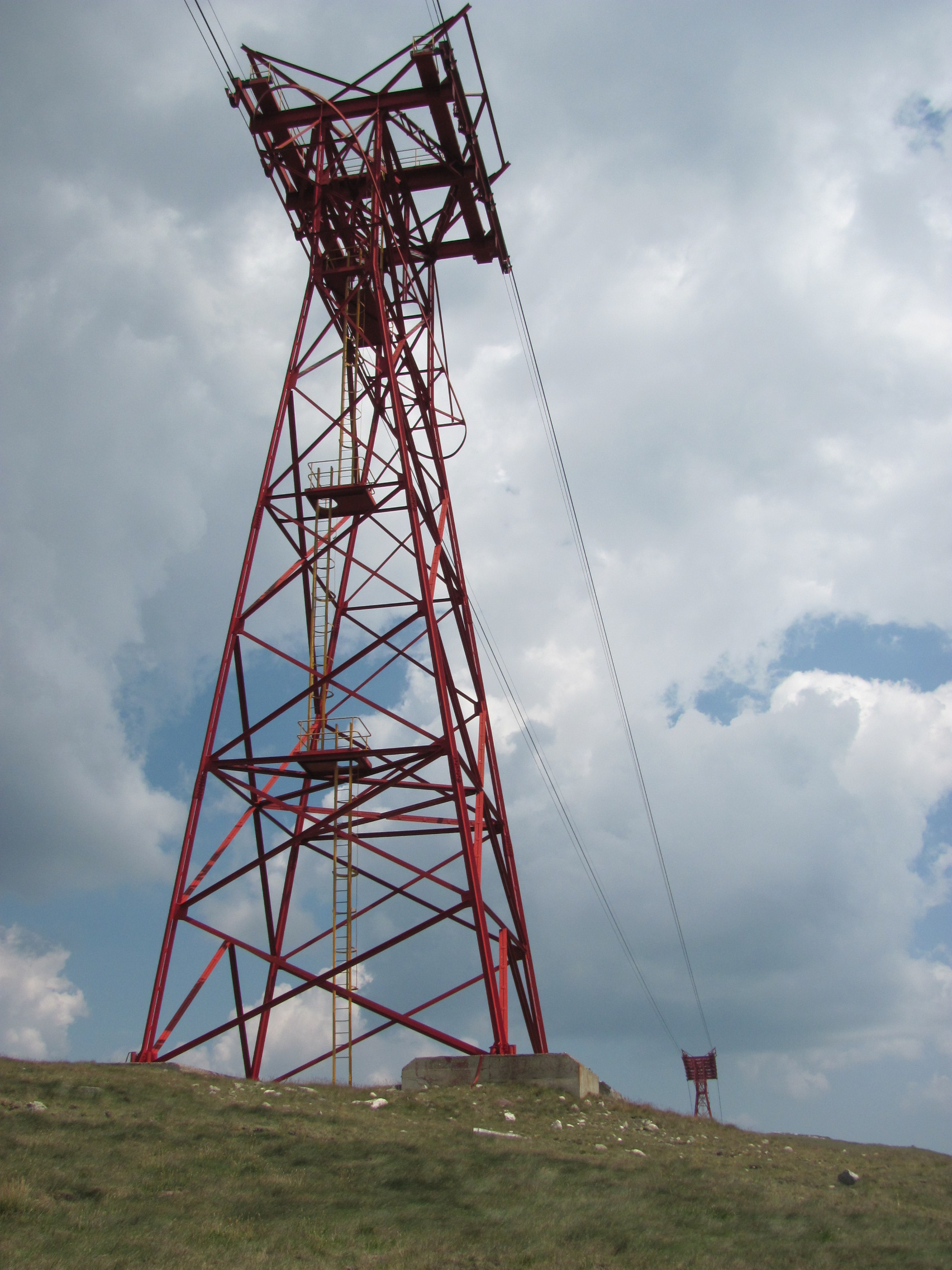
Stalpul 6 al telecabinei Busteni-Babele

Lucrările la construcția telecabinei Bușteni-Babele au fost efectuate etapizat, in mai multe centre de execuție, pe de-o parte la stâlpii 1,2 și 3; la stâlpii de pe platou (4,5 și 6), iar pe de altă parte la stațiile din Bușteni și de pe platou, astfel că lucrările au mers în tandem, concomitent, prin multe echipe de muncitori și 4 puncte cu organizarea șantierului. S-a lucrat în special în anotimpul cald (lunile iunie-octombrie) iar la structura metalică a stâlpilor în anotimpul rece. Din această cauză lucrările au durat 3 ani (în medie pe platou s-au lucrat 4 luni) - în perioada 1974-1977. 

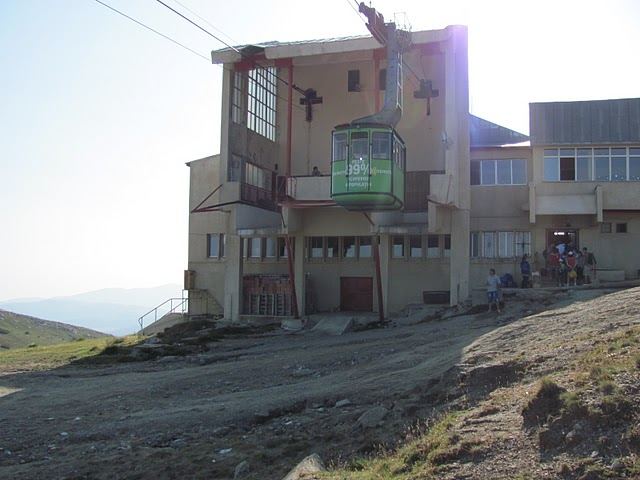
Telecabina Busteni-Babele-statia de sus

Cablul purtător a fost tractat pe etape de 3 trolii, durând 2 săptămâni până când troliile au tras tot cablul până la stația de la Babele. Amplasarea cablului pe stâlpi a necesitat un ultim efort din partea echipelor tehnice și constructoare ale telecabinei, care în final, după ce a fost așezat pe șina specială, a fost ancorat la capete de greutăți masive din beton armat (care sunt înăuntrul stațiilor) prin tehnica manșonării și matisării.
Astfel că în vara anului 1978, în luna august, alături de personalitățile orașului Bușteni și de trimisul Ministerului Turismului de atunci, a fost inaugurată telecabina Bușteni-Babele care pentru prima dată a urcat de la altitudinea de 850 m (orașul Bușteni) până la altitudinea de aproape 2300 m (aproape de Cabana Babele). În sezonul de vară telecabina poate transporta chiar și peste 1900 de persoane pe zi (durata medie de funcționare fiind în sezonul de vară în weekend chiar și de 14 ore/zi).
Telecabina circulă dacă vântul nu bate mai tare de 15 m/s (52 km/h), iar dacă totuși vântul bate la limită, atunci instalația funcționează în alertă de vânt, cu încetinirea telecabinei la stâlpii de pe platou.

### Efecte economice ale construcției

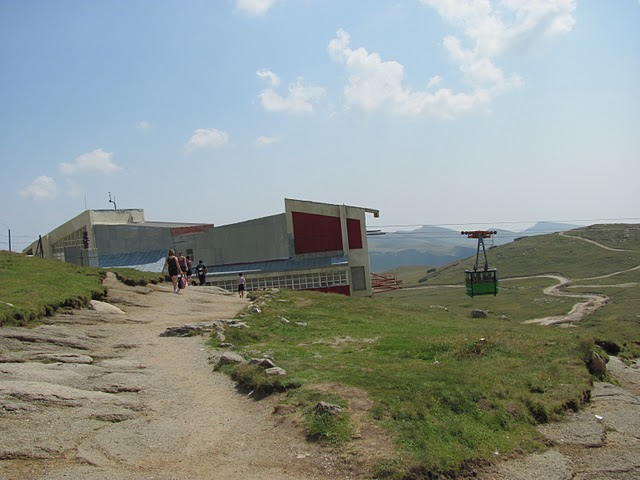
Vedere Telecabina Babele-Pestera

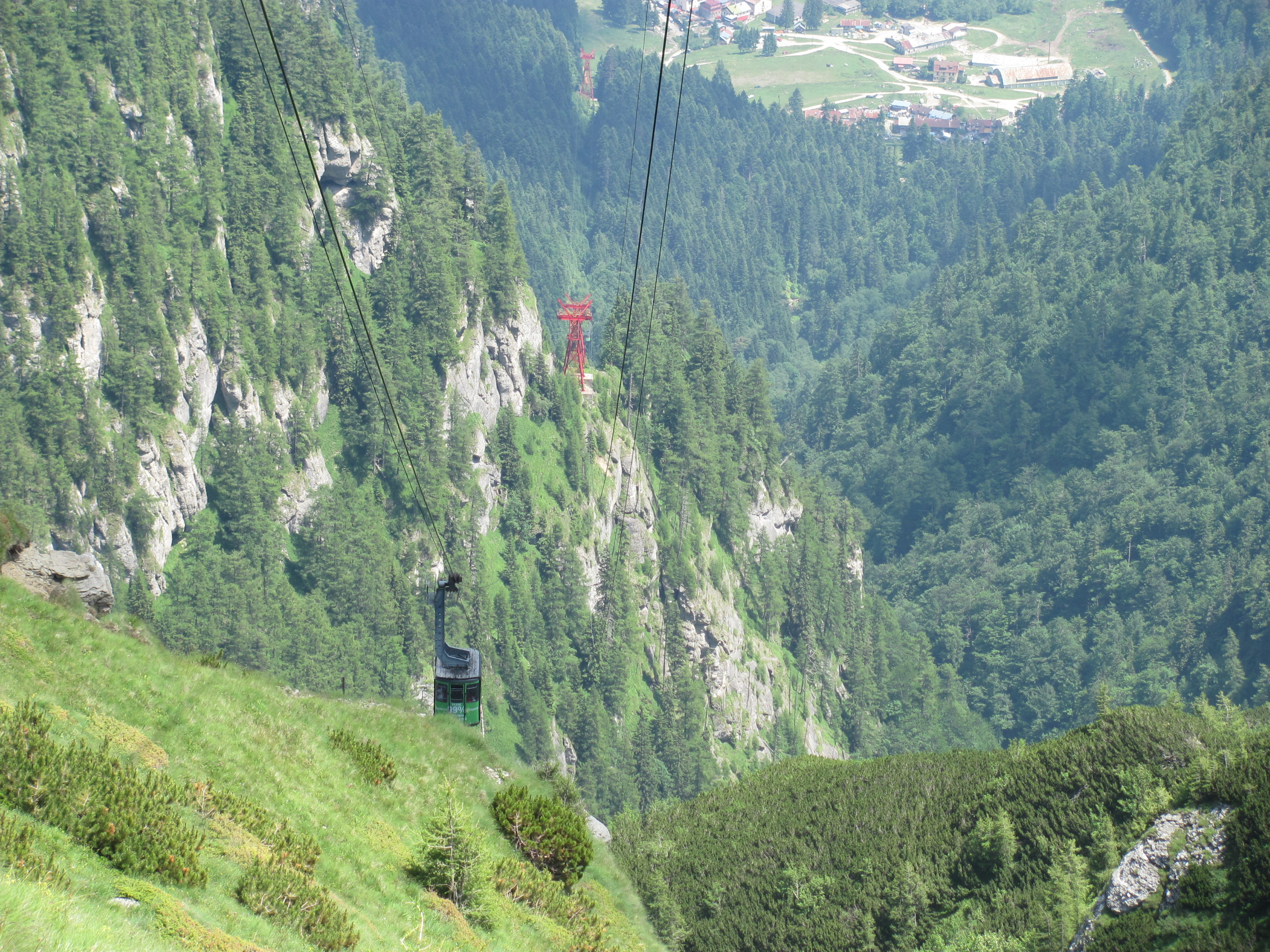
Stalpul Periculos-Traseu Telecabina

Prin facilitatea construcției telecabinei s-au simplificat accesul la Babele, cabana Babele, cât și a intereselor turistice din această zonă (Crucea Eroilor Neamului, Mănăstirea Peștera, Vf. Omu), și contribuie la dezvoltarea turismul regional atât din Bușteni cât și de pe Valea Prahovei.
Alături de telecabina Bușteni-Babele, accesul s-a facilitat de asemenea spre cealaltă parte a masivului Bucegi, înspre Peștera prin telecabina Babele-Peștera, dată în folosintă în anul 1982 care de asemenea leagă Valea Parhovei de alte obiective turistice importante (Cheile Ialomiței, Mănăstirea Peștera Ialomiței, Lacul Scropoasa și Lacul Bolboci etc.)
Prin această construcție deosebită, telecabina Bușteni-Babele rămâne o importantă realizare inginerească a țării alături de alte construcții pe cablu importante din țară: telecabinele Sinaia-Cota 1400, Cota 1400-Cota 2000, telecabina Bâlea Cascadă-Bâlea Lac și cele din Poiana Brașov. 
De menționat este că aceste construcții inginerești au fost posibile pentru că "Ministerul Turismului din acea vreme primise importante fonduri de investiții, I.T.O., apoi O.J.T. construiește la Sinaia în zona de munte-pe lângă noua șosea modernizată până la Hotelul Alpin (dat în folosință în 1970)-o telecabină Sinaia-Vf. Furnica, cu o stație intermediară la Cota 1400, în lungime totală de 4250 m. și o diferență de nivel de 1200 m (1971). Apoi cabanele Brădet de la cota 1300 și cabana Miorița de la cota 2000 (anul 1971) cu toate instalațiile de transport pe cablu, telescanun și teleschi, din acea zonă. În stațiunea Sinaia construiește hotelurile Montana (1975), Sinaia (1976) și hotelul Internațional (1982); restaurează hotelurile Caraiman și Păltiniș (1982), Palace și Alpin (1983), restaurantul Select, și reconstruiește restaurantul Splendid, cu spații de cazare, ca un fel de motel așezat la șosea, spre Bușteni (1985).
La Bușteni se construiește Telecabina până la Babele în lungime de 4350 m (dată în folosință în 1978) și al doilea tronson Babele-Peștera în lungime de 2600 m. (dată în folosință în 1982).În stațiunea Bușteni, Ministerul Turismului construiește Complexul Zamora, o casă de odihnă cu restaurant și camping (1979), amenajează și deschide Hanul Vadul Cerbului, construind cele două corpuri de cazare în două etape (1976) și marele Hotel Silva așezat într-un cadru pitoresc sub munții Jepi și Caraiman (dat în folosință în 1982)."